# Prix Gémeaux du meilleur rôle de soutien masculin
Le prix Gémeaux du meilleur rôle de soutien masculin est une récompense télévisuelle remise par l'Académie canadienne du cinéma et de la télévision entre 1987 et 2011.

## Palmarès

### Dramatique
- 1987 - Ghyslain Tremblay, Le Parc des braves (Radio-Canada)
- 1988 - Marc Messier, Lance et compte II (Communications Claude Héroux)
- 1988 - Yvan Ponton, Lance et compte I (Communications Claude Héroux)
- 1989 - Denis Bouchard, Lance et Compte III (Communications Claude Héroux)
- 1990 - Claude Blanchard, Blue la magnifique (Productions Vidéofilms)
- 1991 - Germain Houde, Les Filles de Caleb (Cité-Amérique Cinéma Télévision)
- 1992 - Martin Drainville, Scoop I (Productions SDA)
- 1993 - Rémy Girard, Scoop II (Productions SDA)
- 1994 - Mario Saint-Amand, Avec un grand A (épisode Missionnaires du sida) (Radio-Québec)
- 1995 - Rémy Girard, Miséricorde (Néofilms)
- 1996 - Claude Blanchard, Omertà: la loi du silence (épisode 5) (Productions SDA)
- 1997 - Bernard Fortin, Cher Olivier (épisode 2) (Productions Avanti Ciné Vidéo)
- 1998 - Michel Dumont, Omertà II : la loi du silence (épisode 14) (Productions SDA)
- 1999 - Jean Besré, Le Polock (épisode 3) (Productions Vidéofilms)
- 2000 - Marc Beaupré, 2 Frères (épisode 4) (Productions Deux Frères)
- 2001 - François Papineau, Fortier (épisode 7) (Aetios Productions)
- 2002 - Michel Laperrière, La Vie, la vie (épisode La vie est belle) (Cirrus Communications/Lux films)
- 2003 - Michel Dumont, Bunker, le cirque (épisode 2) (Zone3)
- 2004 - Benoît Gouin, Grande Ourse (épisode L'appel de la nuit) (Les Productions Point de mire)
- 2006 - François Papineau, Vice caché (Productions Sphère Média)
- 2011 - Sylvain Marcel, 19-2

### Téléroman
- 1998 - Claude Prégent, Sous le signe du lion (épisode 15)
- 1999 - Michel Côté, La Petite Vie (épisode Jean-Lou straight)
- 2000 - Marc Labrèche, La Petite Vie (épisode Le bogue de l'an 2000)
- 2001 - Yves P. Pelletier, Histoires de filles (épisode Soirée d'enfer)
- 2002 - Gérard Poirier, Mon meilleur ennemi (épisode 32)
- 2004 - Marc Béland, Annie et ses hommes (épisode 40)
- 2005 - Marc Béland, Annie et ses hommes (épisode 49)
- 2006 - Claude Legault, Annie et ses hommes (épisode 65)
- 2007 - Marc Béland, Annie et ses hommes (épisode 100)
- 2008 - Germain Houde, La Promesse (épisode 67)
- 2009 - André Umbriaco, Annie et ses hommes (épisode 135)
- 2010 - Germain Houde, La Promesse (épisode 106)
- 2011 - Germain Houde, La Promesse (épisode 146)

### Téléroman ou comédie
- 2003 - Raymond Bouchard, Annie et ses hommes

### Comédie
- 2004 - Claude Laroche, Les Bougon, c'est aussi ça la vie!